# Furajka (Idlib)
Furajka (arab. فريكة) – wieś w Syrii, w muhafazie Idlib. W 2004 roku liczyła 3261 mieszkańców.